# Asynarchus nigriculus
Asynarchus nigriculus là một loài Trichoptera trong họ Limnephilidae. Chúng phân bố ở miền Tân bắc.